# قضاء الحي

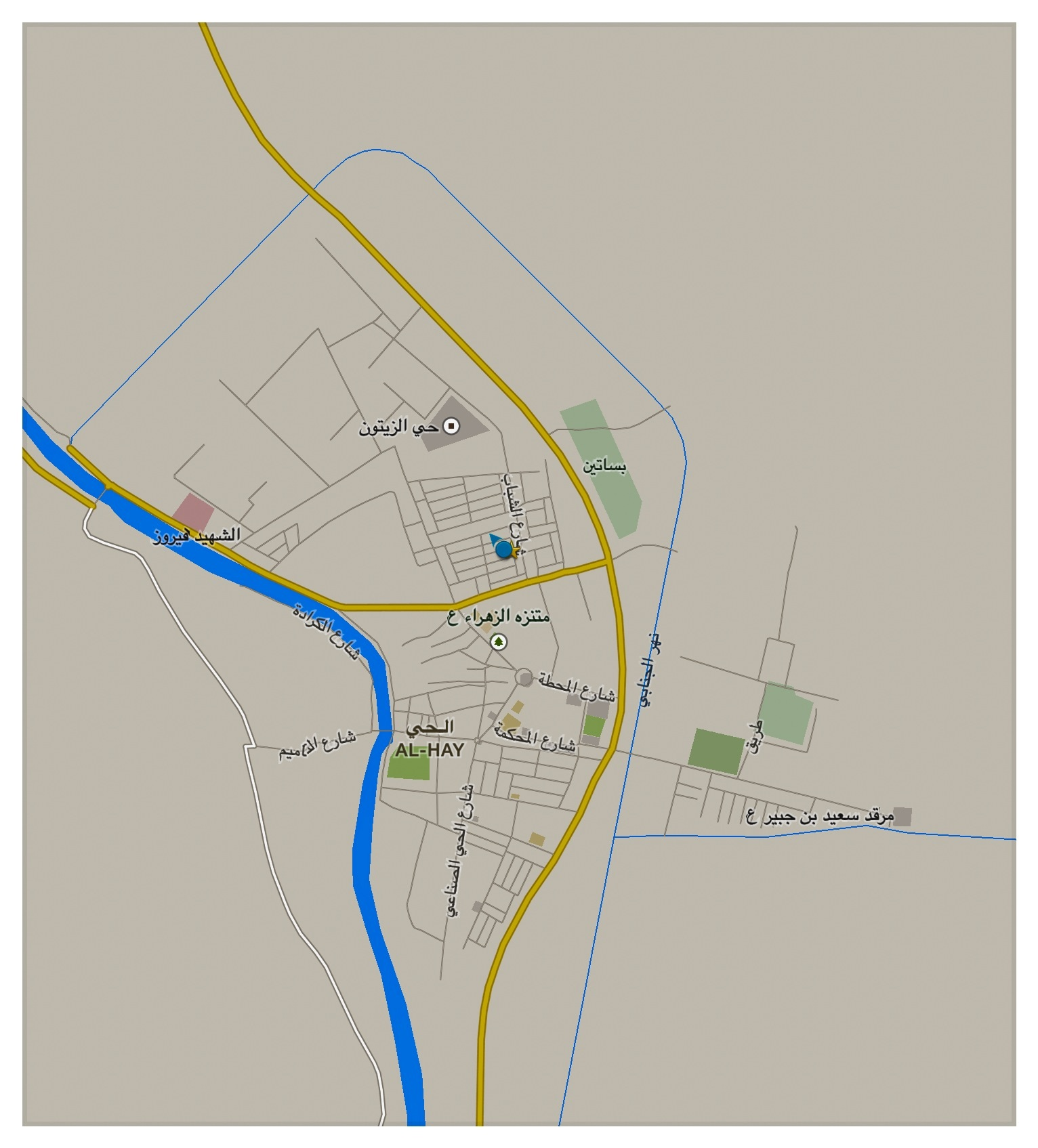
مدينة قضاء الحي- واسط-العراق

قضاء الحي هو أحد أقضية محافظة واسط (مركزها مدينة الحي) وتقع إلى الجنوب الشرقي من بغداد العاصمة. قضاء الحي هو يعد منطقة تجارية نشيطة منذ الوقت السابق إلى يومنا هذا. قضاء الحي هو قضاء عريق ولها تاريخ معروف في مقاومة الظلم واستبداد النظام، لقضاء الحي لون أدبي خاص حيث عرفت بكثير من الأدباء على مستوى العراق والعالم العربي،
وفيها الكثير من العوائل العريقة والعلماء والسياسيين المهمين ويسكن حولها مجموعة من العشائر العراقية
كالشحمان وآل غريب وعگيل وبنو وائل وبنو عقبة ومجموعة من عشائر بني هاشم، ومن الشخصيات البارزة في هذا القضاء المرحوم الشيخ عبد الأمير القَسّام.

## الكورنيش
ويقع على ضفاف نهر الغراف الذي يقسم المدينة إلى الولاية والكرادة حيث بساتين الفاكهة كما يوجد سد على النهر لينظم الماء، ويعتبر أهم معلم فيها ضريح التابعي سعيد بن جبير أحد المفسرين والعلماء إبان حكم الحجاج ومن المعالم وتحديدا شرقها آثار مدينة واسط الأصلية (منارة واسط) دار الحجاج ومكان الخلافة آنذاك.

## مناطق القضاء
الحرية والمعلمين الأولى والثانية والحي العصري وحي الوحدة وحي الامام سعيد بن جبير ومحلة الاكراد ومحلة العرب وهي تقع على نهر الغراف وتحيطها بساتين النخيل، ويقع حي الحرية بشمال القضاء أما حي الوحدة ففي جنوبه بالاضافه إلى مناطق حي العصري وحي العسكري وحي سعيد بن جبير وحي الراشدية.
ويقع بالقرب من المدينة ضريح الشيخ الجليل سعيد ابن جبير الذي قتله الحجاج ابن يوسف الثقفي وله مزار معروف
يشتهر قضاء الحي بالزراعة والنسيج الصوفي التقليدي ومعامل الطابوق (الطوب). ويتبع قضاء الحي بلدتين هما الموفقية و البشائر.
ويحوي القضاء على مستشفى الشهيد فيروز، ويعد الشهيد فيروز من أهم شهداء القضاء حيث تم إعدامه من قبل الرئيس السابق صدام حسين بعد أنعالج جرحى الإنتفاضه الشعبانية سنه 1991م. وكذلك يوجد في قضاء الحي عده أنديه مشهور على مستوي واسط ومن أهما نادي الطلبة ونادي الأنيق والأهلي ونادي العين.